# به‌راستی چه بر سر بیبی توتو آمد؟
به‌راستی چه بر سر بـِیبی توتو آمد؟ (ایتالیایی: Che fine ha fatto Totò Baby?) یک فیلم کمدی ایتالیایی به کارگردانی اوتاویو آلسی است که در سال ۱۹۶۴ منتشر شد.

## بازیگران
- توتو در نقش بیبی توتو / پدر بیبی توتو
- پیترو د. ویکو در نقش پیترو
- میشا آور در نقش کنت میشا
- ماریو کاستلانی در نقش سرپرست یتیم‌خانه
- اولیمپیا کاوالی در نقش نامادری بیبی توتو
- فرانکو رسل در نقش مقام آمریکایی
- رناتو مونتالبانو در نقش پستچی جوان
- جینا ماشتی